# Östersund
Östersund je město ve středním Švédsku, hlavní město provincie Jämtland, ve kterém žije 50 tisíc obyvatel. Rozkládá se na březích pátého největšího švédského jezera Storsjön. Je sídlem Univerzity středního Švédska (Mittuniversitetet), na které studuje 7 tisíc studentů. 11 km od centra města se nachází mezinárodní letiště, deváté největší v zemi.

## Sport
Östersund je známý pořádáním akcí mezinárodního významu v biatlonu – každoročně se zde jezdí závody Světového poháru v biatlonu. V letech 1970 a 2008 a 2019 se zde konalo Mistrovství světa v biatlonu.
Město je také pořadatelem mezinárodních závodů v rychlobruslení. Několikrát se ucházelo i o pořádání zimních olympijských her, zatím však neúspěšně.